# فرودگاه بین‌المللی آلبوکرکی
فرودگاه بین‌المللی آلبوکرکی (به انگلیسی: Albuquerque International Sunport) (به زبان بومی: Albuquerque) یک فرودگاه همگانی بهره‌برداری هوایی (۲۰۰۶) با کد یاتا ABQ است که یک باند فرود بتن دارد و طول باند آن ۳۰۴۸ متر است. این فرودگاه در شهر آلبوکرکی کشور ایالات متحده آمریکا قرار دارد و در ارتفاع ۱۶۳۲ متری از سطح دریا واقع شده‌است.

## شرکت‌های هواپیمایی و مقصدهای پروازی

### مسافری
| شرکت‌های هواپیمایی                    | مقصدهای پروازی | Refs         |
| ------------------------------------ | --- | ------------ |
| آلاسکا ایرلاینز                      | سیاتل-تاکوما | [ ۱ ] [ ۲ ]  |
| آلاسکا ایرلاینز اجرا توسط هوریزن ایر | جان وین (آغاز از ۱۸ اوت ۲۰۱۷), پورتلند (آغاز از ۱۸ اوت ۲۰۱۷)، سن دیه‌گو (آغاز از ۱۸ اکتبر ۲۰۱۷)، سانفرانسیسکو (آغاز از ۱۸ سپتامبر ۲۰۱۷)، سیاتل-تاکوما (آغاز از ۱۸ اکتبر ۲۰۱۷)     | [ ۱ ]        |
| الیجنت ایر                           | آستین، مک‌کاران، لس‌آنجلس | [ ۲ ] [ ۶ ]  |
| امریکن ایرلاینز                      | دالاس-فورت ورث | [ ۷ ]        |
| امریکن ایگل                          | اوهر شیکاگو، دالاس-فورت ورث، لس‌آنجلس، فینکس اسکای هاربر | [ ۷ ]        |
| بوتیک ایر                            | منطقه‌ای سن لویس ولی، پایانه هوایی کورن سیتی، شهرستان گرنت | [ ۸ ]        |
| دلتا ایرلاینز                        | هارتسفیلد-جکسون آتلانتا، سالت‌لیک‌سیتی فصلی: مینیاپولیس−سنت پل | [ ۹ ]        |
| دلتا کانکشن                          | لس‌آنجلس (آغاز از ۱ اکتبر ۲۰۱۷), سالت‌لیک‌سیتی | [ ۹ ]        |
| فرانتیر ایرلاینز                     | دنور (برقراری مجدد از ۲۴ اکتبر ۲۰۱۷) | [ ۲ ] [ ۱۲ ] |
| جت‌بلو                                | جان اف کندی | [ ۲ ] [ ۱۳ ] |
| ساوت‌وست ایرلاینز                     | آستین، ثرگود مارشال بالتیمور واشینگتن، میدوی شیکاگو، دالاس لاو، دنور، ویلیام پی. هابی، کانزاس‌سیتی، مک‌کاران، لس‌آنجلس، اوکلند، فینکس اسکای هاربر، سن دیه‌گو فصلی: اورلاندو، پورتلند | [ ۱۴ ]       |
| یونایتد ایرلاینز                     | دنور فصلی: اوهر شیکاگو، جرج بوش | [ ۱۵ ]       |
| یونایتد اکسپرس                       | اوهر شیکاگو، دنور، جرج بوش، لس‌آنجلس، سانفرانسیسکو | [ ۱۵ ]       |

### باری
| شرکت‌های هواپیمایی                     | مقصدهای پروازی |
| ------------------------------------- | --- |
| Ameriflight                           | منطقه‌ای آلاموگوردو-وایت سندز، پایانه هوایی کورن سیتی، شهری کلووویس، محلی فورت کورنرز، شهری گالوپ، Grants، محلی شهرستان لئا، لا کروسیز، شهری لاس وگاس، فینکس اسکای هاربر، مرکز هوایی بین‌المللی راسول، شهرستان گرنت، شهری تاکامکاری |
| فدکس اکسپرس                           | لوبوک پرستون اسمیت، ممفیس، ویل راجرز |
| فدکس اکسپرس اجرا توسط Empire Airlines | شهرستان دورانگو-لا پلاتا، محلی فورت کورنرز، شهری گالوپ |
| یوپی‌اس ایرلاینز                       | دالاس-فورت ورث، ال پاسو، لوئیویل، انتاریو، فینکس اسکای هاربر |